# Baden Jaxen
Baden Jaxen (nacido como Dexter Terrez Strickland, Newark, Nueva Jersey, 1 de octubre de 1990) es un baloncestista estadounidense que pertenece a la plantilla del BC Samara  de la Superliga A rusa. Con 1,91 metros de estatura, juega en la posición de escolta.

## Trayectoria deportiva

### Universidad
Tras disputar el prestigioso McDonald's All-American Game en su etapa de instituto en 2009, jugó cuatro temporadas con los Tar Heels de la Universidad de Carolina del Norte en Chapel Hill, en las que promedió 7,0 puntos, 2,3 rebotes y 2,7 asistencias por partido.

### Profesional
Tras no ser elegido en el Draft de la NBA de 2013, fue invitado por Portland Trail Blazers para disputar las Ligas de Verano. En el mes de septiembre fichó por el S.O.M. Boulogne de la LNB Pro B, la segunda división del baloncesto francés. Jugó únicamente 14 partidos, en los que promedió 3,8 puntos y 1,0 rebotes, antes de ser despedido el 29 de noviembre.
El 18 de enero de 2014 fichó por los Idaho Stampede de la NBA D-League, donde acabó la temporada promediando 4,5 puntos y 1,3 asistencias por partido.
En noviembre de 2014 fue nuevamente adquirido por los Stampede, pero fue despedido antes del comienzo de la temporada. No fue hasta el 11 de marzo de 2015 cuando volvió a firmar un contrato profesional, con Los Angeles D-Fenders, con los que disputó 10 partidos, promediando 6,5 puntos y 2,1 asistencias.
El 25 de noviembre de 2015 fichó por los Moncton Miracles de la NBL Canadá, con los que disputó una temporada jugando como titular, en la que promedió 16,0 puntos, 4,6 asistencias y 4,2 rebotes por partido.
En 2016 se cambió el nombre, adoptando el de Baden Jaxen, y firmó por el ETHA Engomis de la Division A de Chipre.